# Lifi, una gallina tocada de l’ala
Lifi, una gallina tocada de l’ala (마당을 나온 암탉, "Madangeul Naon Amtak"), comercialitzada en anglès com Leafie, A Hen into the Wild, és una pel·lícula dramàtica d'animació de Corea del Sud del 2011 que representa la llibertat, la voluntat i l'amor maternal instintiu d'una gallina mentre cria un aneguet adoptat. La pel·lícula va fer història a la taquilla amb més de 2,2 milions d'espectadors, el públic més gran d'una pel·lícula d'animació de producció pròpia a Corea del Sud. També va rebre elogis de la crítica generalitzats després del seu llançament. Ha estat doblada al català.

## Material d'origen
La pel·lícula es basa en una molt respectada i extremadament popular novel·la infantil homònima escrita per Hwang Sun-mi. La novel·la es va estrenar per primera vegada a Corea del Sud l'any 2000, i va vendre més d'1 milió de còpies a nivell nacional. S'ha venut a nou països com França, Polònia, Japó, Xina, Vietnam, Tailàndia i Itàlia. La versió traduïda al polonès de la novel·la va ser nomenada com a "Millor llibre de l'any 2012" i "Millor llibre de primavera de 2012" (Najlepsza książka na wiosnę 2012) per Granice.pl, una organització literària reconeguda a Polònia. Va ser traduït a l'anglès per Chi-young Kim  per a Penguin Books sota el títol The Hen Who Dreamed She Could Fly, i la novel·la de 144 pàgines es va publicar el 26 de novembre de 2013.

## Argument
Lifi és una gallina que viu en una granja, obligada a pondre ous tots els dies de la seva vida, fins que, fent-se passar per morta, és llençada pel granger i guanya la llibertat. La gallina és immediatament atacada per One-Eye, una mostela d'un sol ull, però salvada per l'ànec collverd Wanderer; després s'instal·la prop d'un estany, on es troba amb la llúdriga Sr. Otter.
Una nit, One-Eye mata la companya de Wanderer, i Lifi, impulsada per l'instint matern, comença a eclosionar l'ou de l'ànec. Quan One-Eye aconsegueix matar també el collverd, la gallina es veu obligada a tenir cura de l'aneguet que eclosiona de l'ou i posa el nom de Greenie. Els dos es traslladen als grans pantans, i Lifi cria Greenie amb amor i sacrifici mentre s'enfronta als prejudicis dels altres ocells. Greenie creix i comença a preguntar-se per què la seva mare no té ales aptes per volar, peus palmells i no sap nedar. També sent les ganes de volar, i després d'uns quants intents d'aprendre, ho aconsegueix per desesperació durant un altre atac d'One Eye.
Poc després, un estol d'ànecs salvatges arriba als aiguamolls: el senyor Otter explica com Wanderer va ser el seu ànec guardià, és a dir, el mascle encarregat de guiar el ramat durant les migracions i protegir-lo dels depredadors. Tot va acabar quan l'ala de Wanderer va ser trencada per One Eye durant una baralla que li va costar l'ull a la mostela. Greenie decideix seguir els passos del seu pare i participa en la competició de vol, que aconsegueix guanyar.
Mentrestant, Lifi, que s'ha anat a buscar menjar, es troba amb el cau d'One Eye: al trobar-hi només els cadells, la gallina els abraça i els escalfa fins que arriba la mostela. Com que acaba d'agafar un ànec per alimentar-se, Greenie l'ataca i acaba a les mandíbules de la mostela. Aquest últim, en veure a Lifi amb els seus petits, li crida que s'allunyi immediatament; la gallina, al seu torn, amenaça la mostela amb matar un dels seus nadons, encara que a contracor, si no allibera Greenie. L'acord permet que Greenie torni a abraçar a la Lifi, i les dues s'allunyen deixant One Eye amb els seus nadons, desesperada per la gana i pel fet de no poder donar el pit sense menjar abans.
Greenie i Lifi s'acomiaden i l'ànec marxa a la migració amb els seus companys. Immediatament després apareix One-Eye, ara en estat de desnutrició i sense menjar per a les seves cries. La gallina s'adona que ha complert el propòsit de la seva vida i, sabent que no pot sobreviure a l'hivern, es deixa matar per la mostela per poder criar les seves cries. Aleshores, One-Eye l'ataca amb llàgrimes als ulls, després d'haver entès el sacrifici final de Lifi.

## Producció
El director Oh Sung-yoon va lluitar durant més de vint anys com a animador en circumstàncies econòmiques adverses abans de debutar finalment amb aquest llargmetratge. sis anys (tres anys per a la preproducció inclosa l'escriptura de guions, i un any i mig per a storyboard) i 3 mil milions de wons (2,8 milions de dòlars) per produir.
Shim Jae-myung (també coneguda com Jaime Shim), cap de Myung Films, que va coproduir Lifi juntament amb l'estudi d'animació local Odolttogi, va dir que va ser la seva experiència amb grans pel·lícules la que la va fer desitjar produir pel·lícules d'animació que poguessin competir amb les de Hollywood i el Japó. "I com a dona i mare, la trama em va tocar el cor", va dir. "Molta gent dubtava sobre si la pel·lícula seria un èxit, però jo creia en el poder de la novel·la."
Quan se li va preguntar què van fer per distingir la seva pel·lícula de les pel·lícules dels estudis més importants del món, el director Oh va dir que ell i la tripulació es van centrar a fer que els efectes visuals fossin el més bonics possible. "La majoria del meu personal i jo ens vam especialitzar en pintura, i vam triar fer la pel·lícula bidimensional, de manera que tot el producte sembli una imatge bonica", va dir Oh. Tot i que els personatges en primer pla ben dibuixats tenen un aspecte internacional, els fons més suaus semblen típicament coreans pel que fa al seu ús del paisatge i la flora (amb els zones humides d'Upo al sud del país inspirant els everglades en què transcorre gran part de l'acció). "A més d'això, tenim molts animadors de qualitat al personal que dibuixen per a Pixar i Disney a Corea". Walt Disney Animation Studios, Pixar i DreamWorks sovint contracten estudis d'animació coreans de mida petita i mitjana per treballar en les seves il·lustracions.

## Rebuda
Típicament els films d'animació de Corea del Sud han tingut problemes per atraure els espectadors. Aquesta caiguda prolongada s'evidencia amb Maru Iyagi (2001), Wonderful Days (2003), Oseam (2003), Aachi & Ssipak (2005), i Yobi, the Five Tailed Fox (2006) que van trenir mals resultats de taquilla. Cap pel·lícula d'animació nacional havia aconseguit mai 1 milió d'espectadors.
Sense desanimar-se pels pronòstics descoratjadors dels experts de la indústria, Lifi va vendre més de 2,2 milions d'entrades, mentre recuperava el seu pressupost de producció en només quatre setmanes. S'ha convertit en la pel·lícula d'animació més reeixida de Corea del Sud des del primer llargmetratge de dibuixos animats del país, Una història de Hong Guildongjeon (1967).

## Premis
Lifi va guanyar el Premi Gertie al millor llargmetratge d'animació al XLIV Festival Internacional de Cinema Fantàstic de Catalunya 2011 així com el premi al Millor pel·lícula d'animació als Asia Pacific Screen Awards de 2011 celebrats a Austràlia.
Per la seva contribució a la popularització de l'animació coreana, la productora Shim Jae-myung (també coneguda com Jaime Shim) executiu en cap de Myung Films va guanyar una menció especial als Premis de l'Associació Coreana de Crítics de Cinema de 2011.